# 7527 Марплз
7527 Марплз (7527 Marples) — астероїд головного поясу, відкритий 20 січня 1993 року.
Тіссеранів параметр щодо Юпітера — 3,573.